# Mandala Airlines
Mandala Airlines – nieistniejąca indonezyjska linia lotnicza z siedzibą w Dżakarcie. Głównym węzłem był port lotniczy Dżakarta-Soekarno-Hatta.
W 2014 linia zaprzestała wszelkiej działalności oraz ogłosiła bankructwo.